# Lei e l'altra
Lei e l'altra (Good and Naughty) è un film del 1926 diretto da Malcolm St. Clair.

## Trama
La non troppo affascinante Germaine Morris è innamorata del suo capo, Gerald Gray, un arredatore d'interni che ha una relazione con Claire Fenton, la moglie di un uomo d'affari. Quando Gerald parte in crociera con Claire, il suo amico Bunny West invita Chouchou Rouselle, una showgirl, che deve fingersi fidanzata con Gerald ma Germaine decide di sostituirla. In Florida, la ragazza, cambiata totalmente, attira l'attenzione di tutti gli uomini, provocando anche una lite tra Claire e Gerald. Fenton, che vuole divorziare dalla moglie, spera di ottenere le prove del suo adulterio. Dopo essersi dichiarato a Germaine, propone di lasciare la moglie libera di andarsene con Gerald. Ma quest'ultimo riappacifica i Fenton che si riconciliano, mentre lui dichiara il suo amore a Germaine.

## Produzione
Il film fu prodotto dalla Paramount Pictures come Famous Players-Lasky Corporation.

## Distribuzione
Distribuito nelle sale statunitensi il 7 giugno 1926, arrivò in Italia l'anno successivo. In Francia, uscì il 26 agosto 1927, in Portogallo il 7 luglio 1930.

## Rifacimento
Nel 1932 ne venne fatto un rifacimento, per la regia di Frank Tuttle, dal titolo This Is the Night.